# 樞密院議長
樞密院議長（英語：Lord President of the Council）是英國內閣的一个职位。擔任此職的人士是英國樞密院的首長，負責主持樞密院的會議，發出樞密令和樞密院頒令（Orders-in-Council）。
此職務並不繁重，獲委任的人士一般都是些負有非部門責任的重要政府官員。在近年，樞密院議長通常會兼任下議院領袖一職，但如果議長是貴族的話，則會兼任上議院領袖。現任樞密院議長是露西·鮑威爾，她在2024年7月5日上任。
樞密院議長屬於排名第四高的國務重臣，位在1. 總管大臣（Lord High Steward）、2.  大法官 （Lord High Chancellor)、3. 庫務大臣（Lord High Treasurer）之後，在5. 掌璽大臣（Lord Privy Seal）之前。另外，樞密院議長在樞密院司法委員會中並沒有擔當任何角色。
在19世紀，樞密院議長在內閣還負責主理教育事務，而時至今日，樞密院今天仍會涉足這方面的事務，但牽涉的程度已在19世紀末至20世紀初被大大削減。
在某些情況，如要在英聯邦王國召開樞密院會議，樞密院議長將可由非英國本土的官員署任。而最佳的例子是紐西蘭，在1990年和1995年的時候，樞密院由於要在那裡召開會議，傑弗里·帕爾默爵士和詹姆斯·博爾格曾分別署任過樞密院議長一職。
第二次世界大戰期間，樞密院議長還曾擔當過一些額外的任務，就是出任樞密院議長委員會的主席。該委員會是有關國內重大經濟問題的情報中心，對英國戰時經濟以至英國在整場戰爭作出一定貢獻。

## 歷任樞密院議長

### 1530年至1553年
- 查爾斯·布蘭登，第一代沙福克公爵 （1530年–1545年8月14日）
- 威廉·波利特，第一代聖約翰男爵 （1546年1月—1550年2月）
- 約翰·杜德里，第一代諾森伯蘭公爵 （1550年2月—1553年7月）

### 1621年至1631年
- 亨利·孟塔古，第一代曼徹斯特伯爵 （1621年9月—1628年）
- 詹姆士·萊伊，第一代馬博羅伯爵 （1628年7月—1628年12月14日）
- 愛德華·康韋，第一代康韋子爵 （1628年12月14日1631年1月3日）

### 1678年至今
- 安東尼·阿什利-柯柏，第一代沙夫茨伯里伯爵 （1679年4月21日—1679年10月15日）
- 約翰·羅巴茨，第一代拉德諾伯爵 （1679年10月24日—1684年8月24日）
- 勞倫斯·海德，第一代羅契斯特伯爵 （1684年8月24日—1685年2月18日）
- 喬治·薩弗爾，第一代哈利法克斯侯爵 （1685年2月18日—1685年12月4日）
- 羅伯特·史賓塞，第一代巽得蘭伯爵 （1685年12月4日—1688年10月）
- 托馬斯·奧斯伯恩，第一代卡馬森侯爵 （1689年2月14日—1699年5月18日）
- 托馬斯·赫伯特，第八代潘布魯克伯爵 （1699年5月18日—1702年1月29日）
- 查爾斯·西摩，第六代索美塞得公爵 （1702年1月29日—1702年7月13日）
- 托馬斯·赫伯特，第八代潘布魯克伯爵 （1702年7月13日—1708年11月25日）
- 約翰·薩默斯，第一代薩默斯男爵 （1708年11月25日—1710年9月21日）
- 勞倫斯·海德，第一代羅契斯特伯爵 （1710年9月21日—1711年6月13日）
- 約翰·謝菲爾德，第一代白金漢和諾曼比公爵 （1711年6月13日—1714年9月23日）
- 丹尼爾·芬奇，第二代諾丁罕伯爵 （1714年9月23日—1716年7月6日）
- 威廉·卡文迪許，第二代德文郡公爵 （1716年7月6日—1718年3月16日）
- 查爾斯·史賓塞，第三代巽得蘭伯爵 （1718年3月16日—1719年2月6日）
- 伊夫林·皮爾龐特，第一代赫爾河畔京斯敦公爵 （1719年2月6日—1720年6月11日）
- 查爾斯·湯森，第二代湯森子爵 （1720年6月11日—1721年6月25日）
- 亨利·波義耳，第一代卡爾頓男爵 （1721年6月25日—1725年3月27日）
- 威廉·卡文迪許，第二代德文郡公爵 （1725年3月27日—1730年5月8日）
- 托馬斯·特雷弗，第一代特雷弗男爵 （1730年5月8日—1730年6月19日）
- 史賓塞·康普頓，第一代維明頓伯爵 （1730年12月31日—1742年2月13日）
- 威廉·斯坦厄普，第一代哈林頓伯爵 （1742年2月13日—1745年1月3日）
- 萊昂內爾·克蘭菲爾德·薩克維爾，第一代多塞特公爵 （1745年1月3日—1751年6月17日）
- 約翰·加特利，第二代格蘭維爾伯爵 （1751年6月17日—1763年1月2日）
- 約翰·羅素，第四代貝都福公爵 （1763年9月9日—1765年7月12日）
- 丹尼爾·芬奇，第八代溫奇爾西伯爵及第三代諾丁罕伯爵 （1765年7月12日—1766年7月30日）
- 羅伯特·韓里，第一代諾輝頓伯爵 （1766年7月30日—1767年12月22日）
- 格蘭維爾·琉森-高爾，第二代高爾伯爵 （1767年12月22日—1779年11月24日）
- 亨利·巴瑟斯特，第二代巴瑟斯特伯爵 （1779年11月24日—1782年3月27日）
- 查爾斯·普拉特，第一代康登男爵 （1782年3月27日—1783年4月2日）
- 大衛·摩雷，第七代斯托蒙特子爵 （1783年4月2日—1783年12月19日）
- 格蘭維爾·勒文森-古爾，第二代古爾伯爵 （1783年12月19日—1784年12月1日）
- 查爾斯·普拉特，第一代康登伯爵 （1784年12月1日—1794年4月18日）
- 威廉·溫特渥-菲茨威廉，第四代菲茨威廉伯爵 （1794年7月1日—1794年12月17日）
- 大衛·摩雷，第二代曼斯菲爾伯爵 （1794年12月17日—1796年9月21日）
- 約翰·皮特，第二代查塔姆伯爵 （1796年9月21日—1801年7月30日）
- 威廉·亨利·卡文狄希-本廷克，第三代波特蘭公爵 （1801年7月30日—1805年1月14日）
- 亨利·阿丁頓，第一代西德默斯子爵 （1805年1月14日—1805年7月10日）
- 約翰·傑佛·普拉特，第二代康登伯爵 （1805年7月10日—1806年2月19日）
- 威廉·溫特渥-菲茨威廉，第四代菲茨威廉伯爵 （1806年2月19日—1806年10月8日）
- 亨利·阿丁頓，第一代西德默斯子爵 （1806年10月8日—1807年3月26日）
- 約翰·傑佛·普拉特，第二代康登伯爵 （1807年3月26日—1812年4月8日）
- 亨利·阿丁頓，第一代西德默斯子爵 （1812年4月8日—1812年6月11日）
- 杜德里·賴德爾，第一代哈洛比伯爵 （1812年6月11日—1827年8月17日）
- 威廉·本廷克，第四代波特蘭公爵 （1827年8月17日—1828年1月28日）
- 亨利·巴瑟斯特，第三代巴瑟斯特伯爵 （1828年1月28日—1830年11月22日）
- 亨利·佩蒂-菲茨莫里斯，第三代蘭斯當侯爵 （1830年11月22日—1834年12月15日）
- 詹姆士·聖克萊爾·厄爾斯金，第二代羅斯林伯爵 （1834年12月15日—1835年4月18日）
- 亨利·佩蒂-菲茨莫里斯，第三代蘭斯當侯爵 （1835年4月18日—1841年9月3日）
- 詹姆士·斯圖亞特-沃特利-麥肯齊，第一代華爾奇列夫男爵 （1841年9月3日—1846年1月21日）
- 華特·孟塔古-道格拉斯-司各脫，第五代巴克勒公爵 （1846年1月21日—1846年7月6日）
- 亨利·佩蒂-菲茨莫里斯，第三代蘭斯多恩侯爵 （1846年7月6日—1852年2月27日）
- 威廉·勞瑟，第二代朗斯代爾伯爵 （1852年2月27日—1852年12月28日）
- 格蘭維爾·琉森-高爾，第二代格蘭維爾伯爵 （1852年12月28日—1854年6月12日）
- 約翰·羅素勳爵 （1854年6月12日—1855年2月8日）
- 格蘭維爾·琉森-高爾，第二代格蘭維爾伯爵 （1855年2月8日—1858年2月26日）
- 詹姆士·布朗洛·威廉·蓋斯科因-塞西爾，第二代索爾斯伯利侯爵 （1858年2月26日—1859年6月18日）
- 格蘭維爾·琉森-高爾，第二代格蘭維爾伯爵 （1859年6月18日—1866年7月6日）
- 理查·坦珀-紐金特-布里吉斯-錢多斯-格倫維爾，第三代白金漢和錢多斯公爵 （1866年7月6日—1867年3月8日）
- 約翰·史賓賽-邱吉爾，第七代馬爾博羅公爵 （1867年3月8日—1868年12月9日）
- 喬治·羅賓遜，第一代里彭侯爵 （1868年12月9日—1873年8月9日）
- 亨利·奧斯汀·布魯斯，第一代阿伯德爾男爵 （1873年8月9日—1874年2月21日）
- 查爾斯·戈登-倫諾克斯，第六代里奇蒙和倫諾克斯公爵 （1874年2月21日—1880年4月28日）
- 約翰·波因茨·史賓塞，第五代史賓塞伯爵 （1880年4月28日—1883年3月19日）
- 奇切斯特·柏金遜-福蒂斯丘 （1883年3月19日—1885年6月24日）
- 蓋索恩·蓋索恩-哈代，第一代克蘭布魯克子爵 （1885年6月24日—1886年2月6日）
- 約翰·波因茨·史賓塞，第五代史賓塞伯爵 （1886年2月6日—1886年8月3日）
- 蓋索恩·蓋索恩-哈代，第一代克蘭布魯克子爵 （1886年8月3日—1892年8月18日）
- 約翰·伍德霍斯，第一代慶伯利伯爵 （1892年8月18日—1894年3月10日）
- 阿奇博爾德·菲利普·普里姆羅斯，第五代羅斯伯里伯爵 （1894年3月10日—1895年6月29日）
- 史賓賽·卡文迪許，第八代德文郡公爵 （1895年6月29日—1903年10月19日）
- 查爾斯·范內-坦佩斯特-史都華德，第六代倫敦德里侯爵 （1903年10月19日—1905年12月11日）
- 羅伯特·克魯-米爾恩斯，第一代克魯伯爵 （1905年12月11日—1908年4月16日）
- 愛德華·梅傑爾班克斯，第二代特威德茅夫男爵 （1908年4月16日—1908年10月19日）
- 亨利·哈特利·福勒，第一代伍爾弗漢普頓子爵 （1908年10月19日—1910年6月21日）
- 威廉·利根，第七代博尚伯爵 （1910年6月21日—1910年11月7日）
- 約翰·莫萊，布萊克本的莫萊子爵 （1910年11月7日—1914年8月5日）
- 威廉·利根，第七代博尚伯爵 （1914年8月5日—1915年5月25日）
- 羅伯特·克魯-米爾恩斯，第一代克魯侯爵 （1915年5月25日—1916年12月10日）
- 喬治·寇松，凱德爾斯頓的寇松伯爵 （1916年12月10日—1919年10月23日）

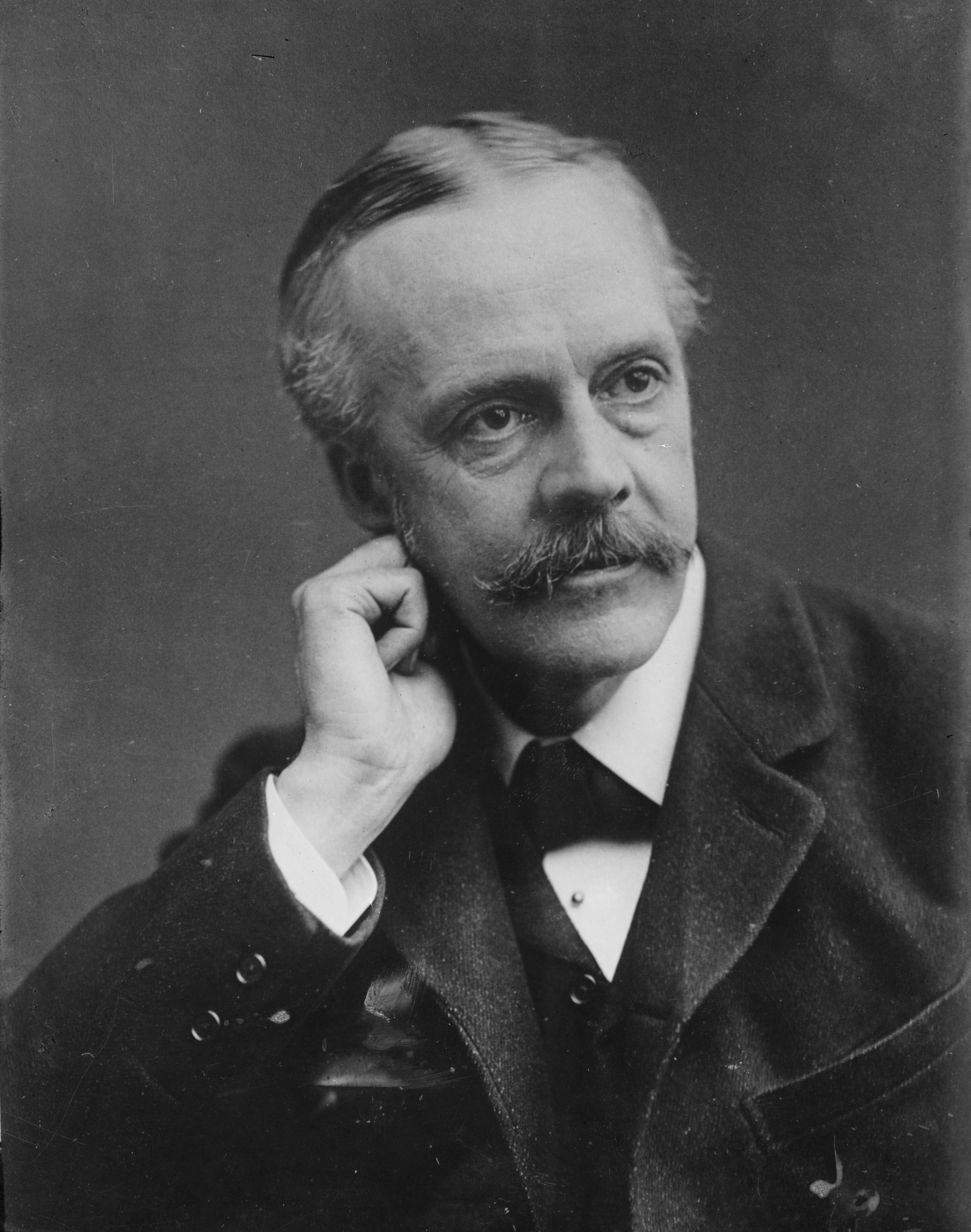
貝爾福勳爵，於1919年至1922年和1925年至1929年出任樞密院議長一職。

- 阿瑟·貝爾福 （1919年10月23日—1922年10月19日）
- 詹姆士·蓋斯科因-塞西爾，第四代索爾斯伯利侯爵 （1922年10月24日—1924年1月22日）
- 查爾斯·克里普斯，第一代帕穆爾男爵 （1924年1月22日—1924年11月3日）
- 喬治·寇松 （1924年11月6日—1925年4月27日）
- 阿瑟·貝爾福 （1925年4月27日—1929年6月4日）
- 查爾斯·阿弗烈·克里普斯，第一代帕穆爾男爵 （1929年6月7日—1931年8月24日）
- 斯坦利·鮑德溫 （1931年8月25日—1935年6月7日）
- 拉姆齊·麥克唐納 （1935年6月7日—1937年5月28日）
- 愛德華·伍德，第三代哈利法克斯子爵 （1937年5月28日—1938年3月9日）
- 道格拉斯·霍格，第一代海爾什子爵 （1938年3月9日—1938年10月31日）
- 華特·朗西曼，第一代鐸斯福的朗西曼子爵 （1938年10月31日—1939年9月3日）
- 詹姆士·斯坦厄普，第七代斯坦厄普伯爵 （1939年9月3日—1940年5月11日）
- 內維爾·張伯倫 （1940年5月11日—1940年10月3日）
- 約翰·安德生爵士 （1940年10月3日—1943年9月24日）
- 艾德禮 （1943年9月24日—1945年5月23日）
- 腓特烈·馬奎斯，第一代伍爾頓伯爵 （1945年5月25日—1945年7月26日）
- 赫伯特·斯坦利·莫里森 （1945年7月27日—1951年3月9日）
- 克里斯多夫·艾迪生 （1951年3月9日—1951年10月26日）
- 腓特烈·馬奎斯，第一代伍爾頓伯爵 （1951年10月28日—1952年11月25日）

| 肖像                   | 肖像                                     | 姓名                                         | 任期                      | 任期                                 | 黨籍                   | 時任首相                                    |                        |
| 伊莉莎白二世任命的議長 | 伊莉莎白二世任命的議長                   | 伊莉莎白二世任命的議長                       | 伊莉莎白二世任命的議長    | 伊莉莎白二世任命的議長               | 伊莉莎白二世任命的議長 | 伊莉莎白二世任命的議長                      | 伊莉莎白二世任命的議長 |
| ---------------------- | ---------------------------------------- | -------------------------------------------- | ------------------------- | ------------------------------------ | ---------------------- | ------------------------------------------- | ---------------------- |
|                        |                                          | 羅伯特·蓋斯科因-塞西爾，第五代索爾斯伯利侯爵 | 1952年11月25日            | 1957年3月29日                        | 保守黨                 | 溫斯頓·邱吉爾 → 安東尼·艾登 → 哈羅德·麥美倫 |                        |
|                        | 亞歷山大·道格拉斯-休姆，第十四代休姆伯爵 | 1957年3月29日                                | 1957年9月17日             | 哈羅德·麥美倫                        | 保守黨                 |                                             |                        |
|                        | 奎尼汀·麥加勒爾·霍格，第二代海爾什姆子爵 | 1957年9月17日                                | 1959年10月14日            | 哈羅德·麥美倫                        | 保守黨                 |                                             |                        |
|                        | 第十四代休姆伯爵                         | 1959年10月14日                               | 1960年7月27日             | 哈羅德·麥美倫                        | 保守黨                 |                                             |                        |
|                        | 第二代海爾什姆子爵                       | 1960年7月27日                                | 1964年10月16日            | 哈羅德·麥美倫 → 亞歷克·道格拉斯-休姆 | 保守黨                 |                                             |                        |
|                        |                                          | 赫伯特·布登                                  | 1964年10月16日            | 1966年8月11日                        | 工党                   | 哈羅德·威爾遜                               |                        |
|                        | 理查·克羅斯曼                            | 1966年8月11日                                | 1969年10月18日            |                                      | 工党                   | 哈羅德·威爾遜                               |                        |
|                        | 弗雷德·皮爾特                            | 1969年10月18日                               | 1970年6月19日             |                                      | 工党                   | 哈羅德·威爾遜                               |                        |
|                        |                                          | 威廉·懷特勞                                  | 1970年6月20日             | 1972年4月7日                         | 保守黨                 | 愛德華·希思                                 |                        |
|                        | 羅伯特·卡爾                              | 1972年4月7日                                 | 1972年11月5日             |                                      | 保守黨                 | 愛德華·希思                                 |                        |
|                        | 詹姆斯·普賴爾                            | 1972年11月5日                                | 1974年3月4日              |                                      | 保守黨                 | 愛德華·希思                                 |                        |
|                        |                                          | 愛德華·肖特                                  | 1974年3月5日              | 1976年4月8日                         | 工党                   | 哈羅德·威爾遜                               |                        |
|                        | 邁克爾·富特                              | 1976年4月8日                                 | 1979年5月4日              | 詹姆斯·卡拉漢                        | 工党                   |                                             |                        |
|                        |                                          | 克里斯多夫·索梅斯，索梅斯男爵                | 1979年5月5日              | 1981年9月14日                        | 保守黨                 | 戴卓爾夫人                                  |                        |
|                        | 皮姆                                     | 1981年9月14日                                | 1982年4月7日              |                                      | 保守黨                 | 戴卓爾夫人                                  |                        |
|                        | 約翰·比芬                                | 1982年4月7日                                 | 1983年6月11日             |                                      | 保守黨                 | 戴卓爾夫人                                  |                        |
|                        | 威廉·懷特勞，第一代懷特勞子爵            | 1983年6月11日                                | 1988年1月10日             |                                      | 保守黨                 | 戴卓爾夫人                                  |                        |
|                        | 韋瀚                                     | 1988年1月10日                                | 1989年7月24日             |                                      | 保守黨                 | 戴卓爾夫人                                  |                        |
|                        | 賀維爵士                                 | 1989年7月24日                                | 1990年11月1日             |                                      | 保守黨                 | 戴卓爾夫人                                  |                        |
|                        | 約翰·麥克格雷戈                          | 1990年11月2日                                | 1992年4月10日             | 馬卓安                               | 保守黨                 |                                             |                        |
|                        | 湯尼·牛頓                                | 1992年4月10日                                | 1997年5月2日              | 馬卓安                               | 保守黨                 |                                             |                        |
|                        |                                          | 安·泰勒                                      | 1997年5月3日              | 1998年7月27日                        | 工党                   | 貝理雅                                      |                        |
|                        | 貝嘉晴                                   | 1998年7月27日                                | 2001年6月8日              |                                      | 工党                   | 貝理雅                                      |                        |
|                        | 郭偉邦                                   | 2001年6月8日                                 | 2003年3月18日             |                                      | 工党                   | 貝理雅                                      |                        |
|                        | 韋俊安                                   | 2003年4月4日                                 | 2003年6月13日             |                                      | 工党                   | 貝理雅                                      |                        |
|                        | 莫斯庭的韋廉思男爵                       | 2003年6月13日                                | 2003年9月20日（死於任內） |                                      | 工党                   | 貝理雅                                      |                        |
|                        | 艾美詩女男爵                             | 2003年10月6日                                | 2007年6月27日             |                                      | 工党                   | 貝理雅                                      |                        |
|                        | 艾嘉蓮女男爵                             | 2007年6月28日                                | 2008年10月3日             | 白高敦                               | 工党                   |                                             |                        |
|                        | 羅卓雅女男爵                             | 2008年10月3日                                | 2009年6月5日              | 白高敦                               | 工党                   |                                             |                        |
|                        | 文德森男爵                               | 2009年6月5日                                 | 2010年5月11日             | 白高敦                               | 工党                   |                                             |                        |
|                        |                                          | 尼克·克萊格                                  | 2010年5月11日             | 2015年5月8日                         | 自由民主黨             | 戴维·卡梅伦                                 |                        |
|                        |                                          | 紀嘉林                                       | 2015年5月9日              | 2016年7月13日                        | 保守黨                 | 戴维·卡梅伦                                 |                        |
|                        | 李達德                                   | 2016年7月14日                                | 2017年6月11日             | 文翠珊                               | 保守黨                 |                                             |                        |
|                        | 利雅華                                   | 2017年6月11日                                | 2019年5月22日             | 文翠珊                               | 保守黨                 |                                             |                        |
|                        | 梅爾·斯特里德                            | 2019年5月23日                                | 2019年7月24日             | 文翠珊                               | 保守黨                 |                                             |                        |
|                        | 李思銘                                   | 2019年7月24日                                | 2022年2月8日              | 鮑里斯·強森                          | 保守黨                 |                                             |                        |
|                        | 施炳森                                   | 2022年2月8日                                 | 2022年9月6日              | 鮑里斯·強森                          | 保守黨                 |                                             |                        |
|                        | 莫佩琳                                   | 2022年9月6日                                 | 2024年7月5日              | 卓慧思                               | 保守黨                 |                                             |                        |
| 辛偉誠                 | 莫佩琳                                   | 2022年9月6日                                 | 2024年7月5日              |                                      | 保守黨                 |                                             |                        |
|                        |                                          | 露西·鮑威爾                                  | 2024年7月5日              | 現任                                 | 工党                   | 施紀賢                                      |                        |